# 명사초등학교 다대분교
명사초등학교 다대분교는 경상남도 거제시 남부면 다대1길 6 (다대리)에 있었던 초등학교 분교이다.

## 학교 연혁
- 1963년 6월 26일 명사국민학교 다대분교장 설립
- 1964년 3월 1일 다대국민학교로 인가
- 1976년 3월 1일 여차분교장 개교
- 1995년 9월 1일 명사국민학교 다대분교장
- 2007년 3월 1일 본교로 통폐합